# إذا استمرت الحرب

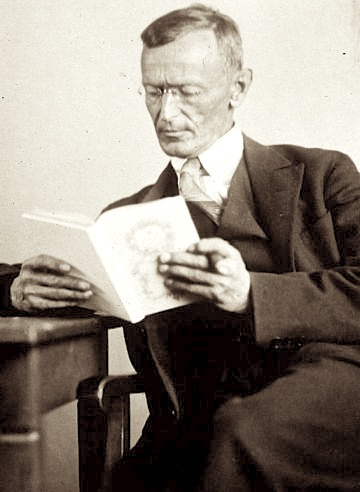
هرمان هيسه

الحرب والسلام. تأملات عن الحرب والسياسة منذ عام 1914 (بالألمانية: Krieg und Frieden. Betrachtungen zu Krieg und Politik seit dem Jahre 1914) وتعنون كذلك إذا استمرت الحرب سلسلة من 28 مقالة من تأليف الكاتب السويسري الألماني هرمان هيسه (1877-1962)، نُشرت أولى المقالات من السلسلة في سبتمبر 1914 وآخرها في 1948. معظم الكتاب هو نقد للحرب ودور ألمانيا فيها، ويتحدث في جانب آخر عن الألمان الذين قاوموا الحرب والنازية.
المقالة الأولى في السلسلة بعنوان «ابتعدوا يا أصدقاء عن هذه اللهجة» (بالألمانية: O Freunde, nicht diese Töne) التي انتقد فيها الحرب والتعصب القومي لاقت شعبية كبيرة إلا أنها جلبت له عداء الصحافة الرسمية.

## الترجمة إلى العربية
- إذا ما استمرت الحرب، هرمان هسه، ترجمة أسامة منزلجي، دار نينوى (2004).